# Tokyo Zero Hearts
Singles de Faylan
Yasashisa no Tsubomi
(2014)
Tokyo Zero Hearts est le 21e single de Faylan sorti sous le label Lantis le 30 juillet 2014 au Japon. Il arrive 70e à l'Oricon et reste classé 2 semaines.
Tokyo Zero Hearts a été utilisé comme ending de l'anime Tokyo ESP. Tokyo Zero Hearts se trouve sur l'album -Zero Hearts-.

## Liste des titres
Toutes les paroles sont écrites par Faylan.
| 1. | Tokyo Zero Hearts             |  |
| 2. | Peaceful Days                 |  |
| 3. | Tokyo Zero Hearts (Off Vocal) |  |
| 4. | Peaceful Days (off vocal)     |  |